# Senkō-ji
Senkō-ji és un temple budista a Hirano-ku, Prefectura d'Osaka, Japó.
El temple és conegut per la representació de l'infern i del paradís budista.